# San Marino na Letnich Igrzyskach Olimpijskich 1960
Reprezentacja San Marino na Letnich Igrzyskach Olimpijskich 1960 w Rzymie składała się z dziesięciu sportowców.
Był to debiut San Marino jako niepodległego państwa na letnich igrzyskach olimpijskich.

## Reprezentanci

### Kolarstwo
- Domienico Cecchetti
  - Jazda drużynowa na czas
  - Jazda indywidualna na czas
- Sante Ciacci
  - Jazda drużynowa na czas
  - Jazda indywidualna na czas
- Corbelli Vito
  - Jazda indywidualna na czas
- Salvatore Palmucci
  - Jazda drużynowa na czas
  - Jazda indywidualna na czas

### Strzelectwo
- Aroldo Casali
  - Pistolet z 50 metrów
- Spartaco Cesaretti
  - Pistolet z 50 metrów
- Leo Franciosi
  - Strzelanie do rzutek (trap)
- Gugielmo Giusti
  - Strzelanie do rzutek (trap)

### Zapasy
- Vitorio Mancini
  - Zapasy w stylu wolnym

### Gimnastyka
Fernanda Faetanini